# Karahardas
Karahardas (uralkodott Kr. e. 1333-ban) Babilónia egyik kassú királya volt. Apjától, II. Burnaburiastól örökölte a babiloni trónt, ám annak ellenére, hogy minden bizonnyal anyai nagyapja, a hatalmas I. Assur-uballit asszír király támogatását élvezte, rövid ideig uralkodhatott. Egy lázadásban veszett oda, utóda az ismeretlen származású Nazibugas lett.